# Cowpens
Cowpens est une ville de Caroline du Sud située dans le comté de Spartanburg.

## Histoire
Durant la guerre d'indépendance des États-Unis, la ville fut le théâtre de la bataille de Cowpens qui se déroula le 17 janvier 1781.

## Démographie
| 1880 | 1890 | 1900 | 1910  | 1920  | 1930  |
| ---- | ---- | ---- | ----- | ----- | ----- |
| 112  | 349  | 692  | 1 101 | 1 284 | 1 115 |

| 1940  | 1950  | 1960  | 1970  | 1980  | 1990  |
| ----- | ----- | ----- | ----- | ----- | ----- |
| 1 343 | 1 879 | 2 038 | 2 109 | 2 023 | 2 176 |

| 2000  | 2010  | - | - | - | - |
| ----- | ----- | - | - | - | - |
| 2 279 | 2 162 | - | - | - | - |